# Ustreł
Ustreł (inna nazwa: usow, bułg. усов) – demon folkloru bułgarskiego z południowo-wschodnich regionów Bułgarii (okolice Burgas i Małko Tyrnowo), bliski wąpierzowi. Ustreł uznawany jest także za ludowe wyobrażenie choroby.
Demon powstawał z ducha dziecka, które zostało poczęte w sobotę, ale które po urodzeniu zmarło bez chrztu. Po upływie dziewięciu dni od śmierci martwe dziecko zamieniało się w ustreła, który wykopywał dziurę w grobie i wydostawał się na ziemię. Był aktywny tylko nocą, szukając pokarmu (krwi), dnie spędzał w swoim grobie. Wysysał krew bydła, owiec, wołów, a kiedy nabrał sił – także ludzi.
Nie napadał w soboty, ponieważ wtedy tracił siły. Obawiał się wilka, który – w odróżnieniu od ludzi – mógł go zobaczyć, unikał także ognia. Ustreł był dręczony przez pragnienie, dlatego musiał wypijać krew. Napadnięte przez niego zwierzę umierało jeszcze tej samej nocy. Można było poznać miejsce ugryzienia ustreła po sinym i spuchniętym garbie lub brzuchu. Kiedy ustreł nasycił się i nabrał sił, nie wracał z powrotem do grobu, a przesiadywał między rogami zwierząt hodowlanych lub wymionami krów. Mógł zmieniać swoją wagę i być bardzo lekki, ale także bardzo ciężki. Po sześciu miesiącach stawał się człowiekiem. Z takich związków rodziły się wampiry.
Ustreł zmieniał swój wygląd w zależności od okresu istnienia. Przechodził przez trzy fazy rozwojowe. Przez pierwsze miesiące przypominał miech dud, był gładki i pękaty, bez nóg, skrzydeł, ogona i szyi. Mordkę miał podobną do świńskiego ryja, lecz krótszą. Oczy miał podobne do ludzkich, ale z bardzo czerwonymi kącikami i powiekami, którymi ciągle mrugał. Zamiast nosa miał dwie dziury. Jego kończyny były bardzo krótkie, miał długie, czarne, zakrzywione szpony. Nie posiadał kości. W tym okresie istnienia można było go zabić tylko szpikulcem z głogu.
Kiedy nabrał sił i zaczynał się pojawiać między rogami zwierząt, przypominał sowę bez piór, nóg i dzioba, ale z błoniastymi skrzydłami. Gdy go schwytano, płakał jak niemowlę. W tym okresie istnienia mógł być zabity przy pomocy głogu lub srebrnej monety.
W ostatnim stadium rozwoju po około sześciu miesiącach mógł zamieniać się w człowieka lub zwierzę. Kiedy przybrał wygląd człowieka, różnił się od niego tylko tym, że nie miał chrząstki, rozdzielającej nos i zamiast tego miał jedną dziurę.
Ustreła mógł zabić również sybotnik (czyli człowiek urodzony w sobotę). Demon mógł być wygnany przez tzw. żywy ogień (tzn. ogień uzyskany przez tarcie suchych, lipowych trzasek). Dlatego, gdy pojawiła się choroba, przeprowadzano zwierzęta bądź ludzi przez taki ogień. Wypiekano też chlebek, którym wyprowadzano ustreła poza wieś.